# Drosophila albicans
Drosophila albicans är en tvåvingeart som beskrevs av Frota-pessoa 1954. Drosophila albicans ingår i släktet Drosophila och familjen daggflugor.
Artens utbredningsområde är Brasilien.